# Paul Rehfeld

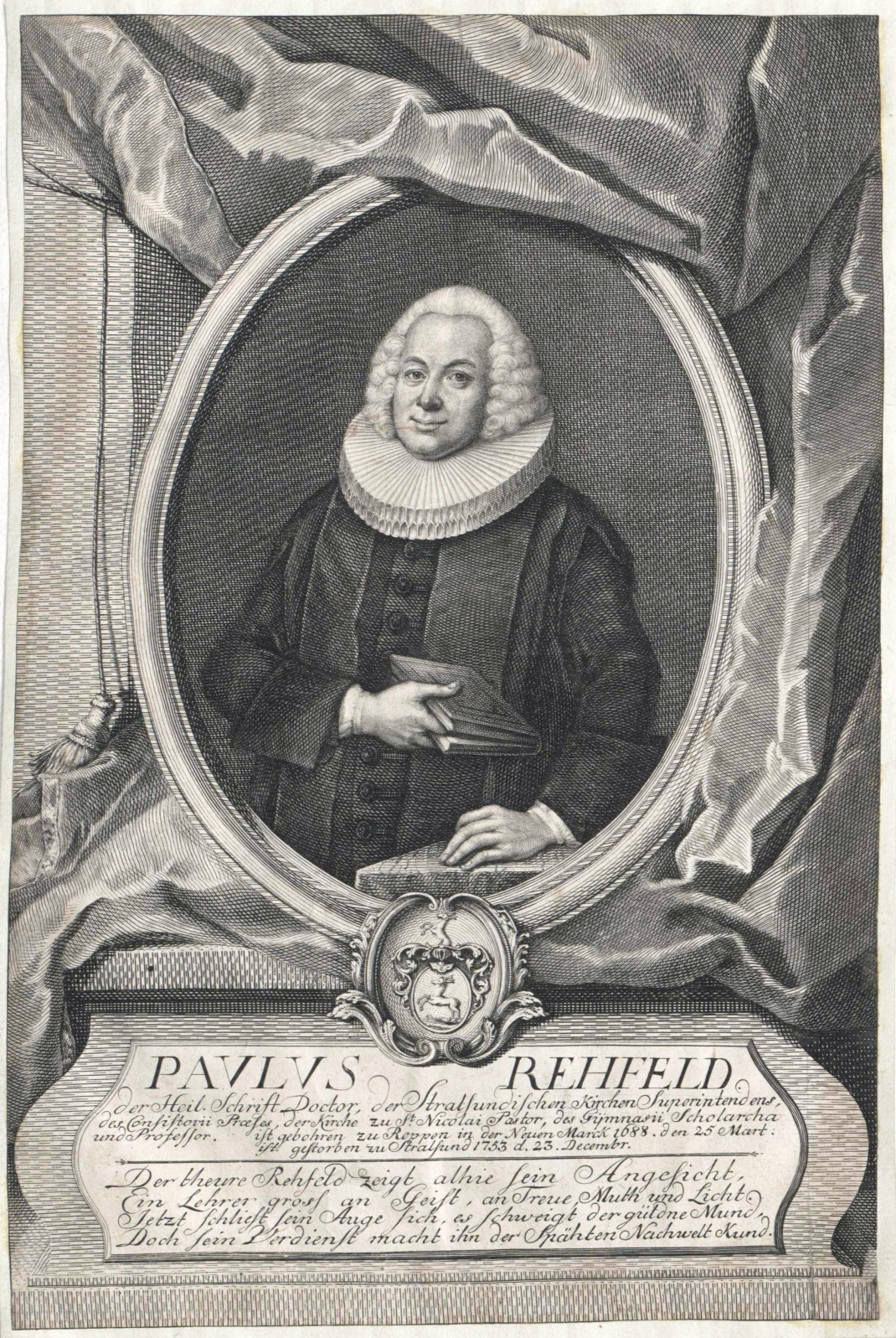
Paul Rehfeld, Stich von Christian Fritzsch

Paul Rehfeld (* 25. März 1688 in Reppen bei Frankfurt/Oder; † 23. Dezember 1753 in Stralsund) war ein lutherischer Geistlicher.
Paul Rehfeld war ein Sohn des Reppener Bürgermeister Christian Rehfeldt und dessen Ehefrau Anna Margarethe Cramer aus Sachsen. Er studierte in Rostock, Frankfurt/Oder und Leipzig. 1717 wurde er in Greifswald zum Magister promoviert. Danach wurde er Diakon und 1721 Archidiakon an St. Nikolai in Stralsund. 1752 wurde er zum Stralsunder Superintendenten ernannt und erhielt die Doktorwürde der Universität Uppsala.
Paul Rehfeld war in erster Ehe mit Ilsabe Dorothea Eggebrecht, verwitwete Pyl, und in zweiter Ehe mit Maria Margaretha Hoyer verheiratet.
Mit seiner zweiten Frau hatte er mindestens eine Tochter:
- Marie Dorothea (1739–1776) ⚭ Magnus Johan Sjöholm (* 29. Dezember 1719; † 18. Januar 1795), Eltern der preußischen Generäle Ferdinand Ludwig von Sjöholm und Friedrich Wilhelm von Sjöholm